# Gulf Oil Building

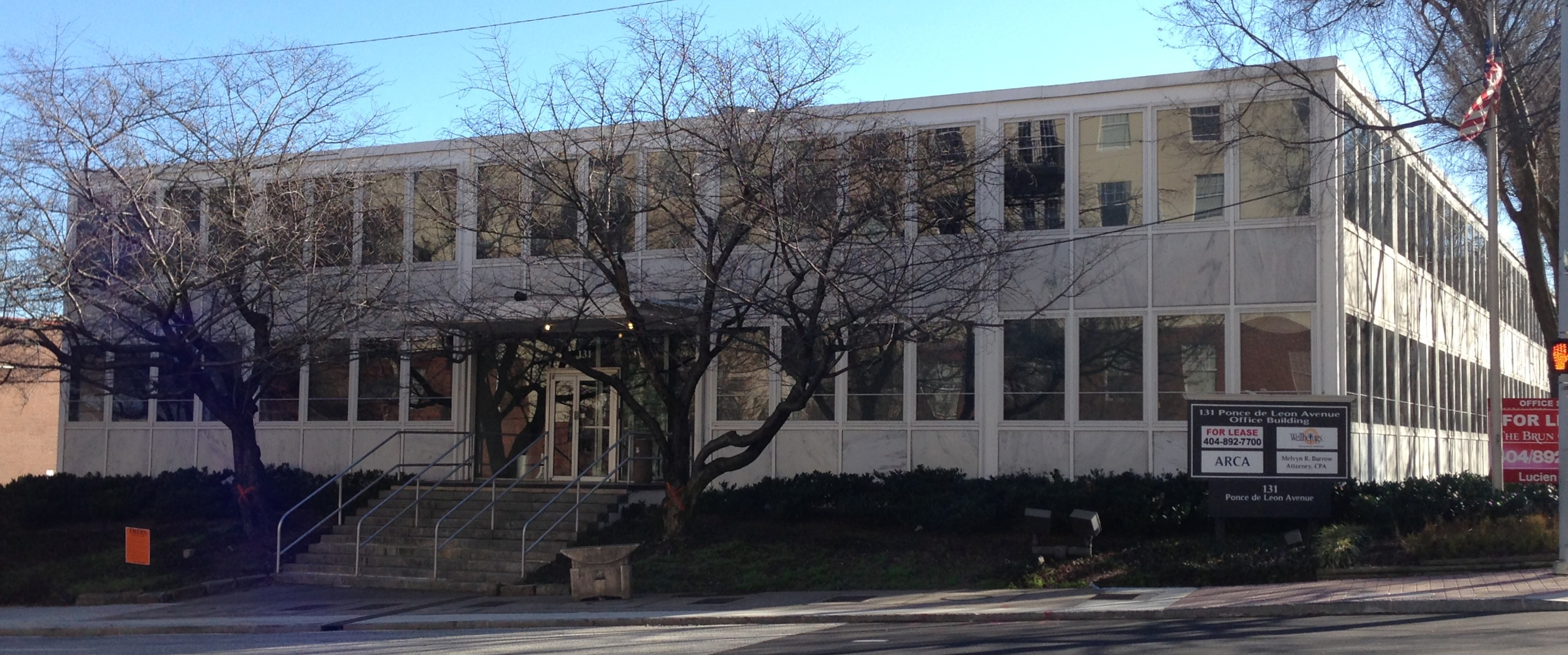
Le Gulf Oil Building en janvier 2013, peu avant sa démolition.

Le Gulf Oil Building est un bâtiment de bureaux d'Atlanta, à l'angle sud-est de la Ponce de Leon Avenue (en) et de Juniper Street, qui est la première réalisation notable de l'architecte américain Ieoh Ming Pei en 1949, dont l'inspiration se rapproche de l'architecte allemand Ludwig Mies van der Rohe.
Ce bâtiment a été démoli en février 2013, mais des parties de sa façade ont été conservées pour un nouveau projet nommé 131 Ponce de Leon Avenue. Ce dernier réutilise les surfaces existantes et connexes pour de nouveaux logements, bureaux et espaces commerciaux.